# 岡部繁
岡部 繁（おかべ しげる、1968年3月15日 - ）は、日本のプロボクサー。第49代日本バンタム級王者。千葉県木更津市出身。セキジム所属。

## 来歴
1988年2月21日、1987年度全日本バンタム級新人王決定戦で蔭山孝人（神戸）と対戦し、6回判定勝ちを収め全日本バンタム級新人王となった。
1988年5月16日、後のWBC世界バンタム級王者となる薬師寺保栄（松田）と対戦し、6回2-0(2者が59-58、58-58)の判定勝ちを収めた。
1988年10月12日、1988年度B級トーナメントバンタム級決勝で内田進（辰東）と対戦し、6回3-0(2者が59-58、58-57)の判定勝ちを収め、B級トーナメントを優勝した。
1989年2月13日、横田広明（大川）と対戦し10回0-3(2者が96-100、97-99)負けを喫し、プロ初黒星を喫した。
1989年11月13日、1989年度KSD杯争奪A級ボクサー賞金トーナメントバンタム級決勝で、再び横田広明（大川）と対戦し、8回3-0(3者共に79-78)の判定勝ちを収め、トーナメントを優勝した。
1990年2月17日、後楽園ホールにて、日本バンタム級王者クラッシャー三浦（国際）に挑戦し、10回3-0(2者が96-95、97-96)の判定勝ちを収め、王座を獲得した。
1990年5月30日、平岩伸一郎（アポロ）と対戦し、10回2-0(99-91、96-94、97-97)の判定勝ちを収め、初防衛に成功した。
1990年9月11日、後楽園ホールにて後のWBC世界バンタム級王者となる辰吉丈一郎（大阪帝拳）と対戦し、4回2分51秒でKO負けを喫し2度目の防衛に失敗、王座から陥落した。
1990年12月24日、山岡正規（トクホン真闘）と対戦し、10回1-1(97-95、97-97、96-98)で引き分けた。
1991年4月13日、日本バンタム級王座決定戦で　尾崎恵一（オサム）と対戦し、10回 0-3(2者が96-97、96-98)判定負けを喫した。
1992年2月27日、アダン・アビレスを相手に4回判定勝ちを収めた。この試合を最後に現役を引退した。

## 戦績
- プロボクシング：21戦17勝(8KO)3敗1分

## 獲得タイトル
- 1987年度全日本バンタム級新人王
- 1988年度B級トーナメントバンタム級優勝
- 1989年度KSD杯争奪A級ボクサー賞金トーナメントバンタム級優勝
- 第49代日本バンタム級王座（防衛1）